# Haris Seferović
Haris Seferović (Sursee, 22. veljače 1992.) švicarski je nogometaš koji igra na poziciji napadača. Trenutačno igra za Al-Nasr Dubai iz UAE-a.

## Osobni život
Seferovićeva obitelj je iz Sanskog Mosta. Njegova obitelj imigrirala je u Švicarsku tijekom 1980-ih. Po etnicitetu je Bošnjak, a po vjeri musliman.

## Klupska karijera

### Rana karijera
Svoju karijeru započeo je 1999. u omladinskim selekcijama Surseea. Pet godina kasnije prelazi u Luzern u kojem ostaje do 2007. kada prelazi u Grasshopper. U ligi je debitirao 26. travnja 2009. protiv Neuchâtel Xamaxa.

### Fiorentina
Dana 29. siječnja 2010. prešao je iz Grasshoppera u Fiorentinu za 2,1 milijuna eura. Za Fiorentinu je igrao do 2013. te je u tom razdoblju bio posuđen Neuchâtel Xamaxu, Lecceu i Novari.

### Real Sociedad
Dana 11. srpnja 2013. prešao je u Real Sociedad za 2 milijuna eura. U svojoj prvoj utakmici La Lige odigrane 16. kolovoza protiv Getafea koji je poražen 2:0, postigao je gol.

### Eintracht Frankfurt
Dana 1. kolovoza 2014. prešao je u Eintracht Frankfurt. Petnaest dana kasnije ostvario je svoj debi i prvi gol za klub u utakmici prve runde DFB-Pokala u kojoj je njegov klub pobijedio četvrtoligaša Viktoriju Berlin 2:0. Tjedan dana kasnije debitirao je u Bundesligi u utakmici protiv Freiburga u kojoj je postigao jedini gol na utakmici. U sezoni 2015./16. Bundeslige, Eintracht je završio na 16. mjestu te je zbog toga morao odigrati dvije utakmice doigravanja i to protiv Nürnberga. U prvoj utakmici rezultat je bio 1:1, dok je u drugoj utakmici Seferović zabio jedini gol te je time osigurao ostanak Eintrachta u Bundesligi. Bio je finalist DFB-Pokala 2016./17.

### Benfica
Dana 2. lipnja 2017. potpisao je petogodišnji ugovor s portugalskim prvakom Benficom. Za Benficu je debitirao 5. kolovoza u utakmici portugalskog superkupa u kojoj je Benfica pobijedila Vitóriju de Guimarães 3:1. Četiri dana kasnije debitirao je u Primeira Lige protiv Brage koju je Benfica pobijedila 3:1. U sezoni 2018./19. postigao je 23 gola u Primeira Ligi te je nagrađen nagradom Bola de Prata koja se dodjeljuje najboljem strijelcu u jednoj sezoni Primeira Lige. Time je postao drugi švicarski nogometaš (prvi je bio Alexander Frei) koji je postao najbolji strijelac u nekoj inozemnoj ligi.

### Galatasaray (posudba)
Dana 19. lipnja 2022. Benfica je poslala Seferovića na jednogodišnju posudbu u Galatasaray za milijun eura uz mogućnost otkupa za 2,5 milijuna eura. Za novi klub debitirao je 7. kolovoza kada je Antalyaspor u ligi poražen 0:1. Svoj prvi klupski pogodak postigao je 19. listopada u utakmici Turskog nogometnog kupa u kojoj je Galatasaray sa 7:0 pobijedio klub Kastamonuspor 1966.

### Celta Vigo (posudba)
Dana 31. siječnja 2023. Seferović je posuđen Celti do kraja sezone. Za Celtu je debitirao 4. veljače u utakmici La Lige u kojoj je Real Betis poražen 3:4.

### Al Wasl
Seferović je 5. srpnja 2023. potpisao ugovor s Al Waslom iz UAE-a.

## Reprezentativna karijera
Tijekom svoje omladinske karijere nastupao je za selekcije Švicarske do 17, 19 i 21 godine. Sa selekcijom do 17 godina osvojio je Svjetsko prvenstvo do 17 godina 2009. te je bio najbolji strijelac tog natjecanja.  Na tom natjecanju zabio je pet golova, uključujući pobjednički gol u finalu protiv domaćina Nigerije.
Prije prijateljske utakmice između Bosne i Hercegovine i Slovenije, Seferović je izjavio kako želi igrati za Bosnu i Hercegovinu. Kasnije je ipak odlučio igrati za švicarsku reprezentaciju za koju je debitirao u utakmici bez golova protiv Grčke u kojoj je zamijenio Marija Gavranovića.  U svojoj trećoj utakmici za Švicarsku, odigrane 8. lipnja 2013. protiv Cipra, zamijenio je Josipa Drmića te je postigao jedini gol na toj utakmici. U prvoj utakmici Švicarske na Svjetskom prvenstvu 2014. odigrane protiv Ekvadora, Seferović je zamijenio Drmića te je postigao gol za konačnih 2:1. Dana 18. studenog 2018. Seferović je postigao hat-trick u utakmici UEFA Lige nacija 2018./2019. protiv Belgije koja je poražena 5:2 te je time osigurao plasman Švicarske u završnicu natjecanja. Sa Švicarskom je osvojio četvrto mjesto u završnici tog natjecanja. U utakmici osmine finala odgođenog Europskog prvenstva 2020. protiv Francuske (3:3, 5:4 na penale za Švicarsku), Seferović je zabio dva gola i penal.

## Priznanja

### Individualna
- Igrač godine Bosne i Hercegovine do 19 godina: 2009.[44]
- Švicarski nogometaš godine: 2019.[45]
- Član momčadi godine Primeira Lige: 2018./19., 2020./21.[46]
- Najbolji strijelac Primeira Lige: 2018./19.[47]

### Klupska
Eintracht Frankfurt
- DFB Pokal: 2016./17. (finalist)[22]

Benfica
- Primeira Liga: 2018./19.[22]
- Supertaça Cândido de Oliveira: 2017., 2019.[22]

Al Wasl
- UAE Pro League: 2023./24.

### Reprezentativna
Švicarska do 17 godina
- Svjetsko prvenstvo do 17 godina: 2009.[22]

## Vanjske poveznice
- Profil, Soccerway
- Profil, Švicarski nogometni savez
- Profil, UEFA